# Mag- och tarmkanalen

1, Munhålan.
4, Tungan.
6, Salivkörtlar.
7, Glandula sublingualis.
8, Glandula submandibularis.
9, Glandula parotis.
10, Farynx.
11, Matstrupen.
12, Levern.
13, Gallblåsan.
14, Gemensamma gallgången.
15, Magsäcken.
16, Bukspottkörteln.
17, Bukspottkörtelgången.
19, Tolvfingertarmen.
21, Tomtarm/Krumtarm.
22, Blindtarmsbihanget.
23, Colon.
24, Colon transversum.
25, Colon ascendens.
26, Blindtarmen.
27, Colon descendens.
29, Rektum.
30, Anus.

Mag- och tarmkanalen är ett system där föda är utsatt för mekanisk- och kemisk sönderdelning i syfte att sönderdela födan till näringsämnen som tarmen sedermera kan absorbera, och för att utsöndra de icke nedbrytningsbara slaggprodukter som inte kan absorberas. I systemet inräknas kanalen från mun till anus samt de assisterande organen (lever och bukspottkörtel).
I en vuxen manlig människa kommer mag- och tarmkanalen att mäta uppskattningsvis fem meter i levande tillstånd, och upp till nio meter utan muskeltonus (till exempel när individen har avlidit).
Magtarmkanalen utsöndrar gastrointestinala hormoner till sin hjälp för att reglera matspjälkningsprocessen. Exempel på sådana hormoner är gastrin, sekretin, cholecystokinin och ghrelin. Många av hormonerna sprids inte bara via blodbanan, utan kan också spridas direkt från cellen som frisätter dem till närliggande målceller, så kallad parakrin signalering. Mag- och tarmkanalen hos människa delas ofta in i en övre och en nedre del. 
Den kallas ofta i folkmun för matsmältningskanalen, vilket rent biologiskt är felaktigt eftersom maten inte smälter utan spjälkas. Den korrekta termen är istället matspjälkningskanalen.

## Övre mag- och tarmkanalen
Övre mag- och tarmkanalen består av munnen, munhålan, spottkörtlarna, svalget, matstrupen, diafragman, magsäcken, gallblåsan, gallgången och levern. 
I munhålan, som innehåller tunga och tänder, mynnar gångarna till spottkörtlarna. Tunga och tänder används för att mekaniskt sönderdela födan, och i spottet finns bland annat α-amylas som börjar nedbrytningen av stärkelse och glykogen i maten. 
Bakom munhålan ligger svalget som leder födan ner till matstrupen. Väl i matstrupen kommer peristaltiken att genom kontraktion av matstrupens muskler föra maten förbi diafragman och ner till magsäcken. Peristaltiken medför att även om födan intas upp och ned kommer den ändå att transporteras till magsäcken.

## Nedre mag- och tarmkanalen
Den nedre mag- och tarmkanalen består till den större delen av tarmarna. 
- Tunntarmen (intestinum tenue)
  - Tolvfingertarmen (duodenum)
  - Tomtarmen (jejunum)
  - Krumtarmen (ileum)
- Tjocktarmen (intestinum crassum)
  - Blindtarmen (caecum)
  - Det maskformiga bihanget (appendix vermiformis) - I folkmun lite felaktigt kallat för blindtarm, dvs blindtarmsinflammation drabbar egentligen det maskformiga bihanget.
  - Colon

## Accessoriska organ
Accessoriska organ till mag- och tarmkanalen inkluderar levern, gallblåsan och bukspottkörteln. Levern bildar galla som utsöndras till tolvfingertarmen via gallgången. Galla hjälper till vid nedbrytning av fett genom att fungera som ett emulgeringsmedel. När inget fett behöver brytas ned ansamlas gallan istället i gallblåsan. Bukspottkörteln utsöndrar alkaliskt bukspott innehållande bikarbonat som neutraliserar den sura födoblandningen från magsäcken. Bukspottet innehåller också enzymerna trypsin, kymotrypsin, lipas, amylas, deoxyribonukleas och ribonukleas som alla hjälper till med nedbrytningen av födan. Både galla och bukspott utsöndras till tolvfingertarmen via den gemensamma gallgången. 

## Passagetid
Tiden det tar för mat att passera genom mag- och tarmkanalen är beroende av ett flertal faktorer, men grovt skattat kommer efter 2,5 till 3 timmar efter en måltid ungefär 50% av maginnehållet att ha tömts till tunntarmen och efter 4 till 5 timmar är magen helt tom. Detta innebär att det tar lika lång tid för tunntarmen att tömmas, 50% på 2,5 till 3 timmar. Passagen genom tjocktarmen kan ta så lång tid som 30 till 40 timmar.

## Sjukdomar
Det finns ett flertal sjukdomar associerade med mag- och tarmkanalen, bland annat:
- Kolera
- Tjocktarmscancer
- Divertikulit
- Mag-tarmkatarr
- Giardia-infektion
- Inflammatorisk tarmsjukdom (inklusive Crohns sjukdom och ulcerös kolit)
- Irritabel tarm
- Pankreatit, inflammation i bukspottkörteln
- Magsår
- Blindtarmsinflammation

## Immunologisk funktion
Mag- och tarmkanalen innehåller också en betydande del av immunförsvaret.
Man uppskattar att mag- och tarmkanalen har samma yta som en fotbollsplan. Det beror på att framför allt tarmslemhinnan är väldigt kraftigt veckad. Genom den stora exponeringsyta mot omgivningen arbetar immunförsvaret hårt för att förhindra att smittämnen kan ta sig till blod och lymfa.
Magsäckens låga pH-värde (mellan 1 och 4) är dödligt för många mikroorganismer även om vissa, som till exempel den magsårsorsakande bakterien Helicobacter pylori, kan överleva i magsäcken. Slem som innehåller IgA-antikroppar kan även neutralisera många av dessa mikroorganismer. Enzymer i saliv och galla kan även de hjälpa till i immunförsvaret. Mikroorganismerna hålls även i schack genom ett immunsystem bestående av tarm-associerad lymfatisk vävnad (GALT).
I mag- och tarmkanalen finns även naturliga tarmbakterier som bland annat har till uppgift att förhindra en överväxt av potentiellt skadliga bakterier. Dessa tävlar sedermera om utrymme och näringsämnen.

## Histologi

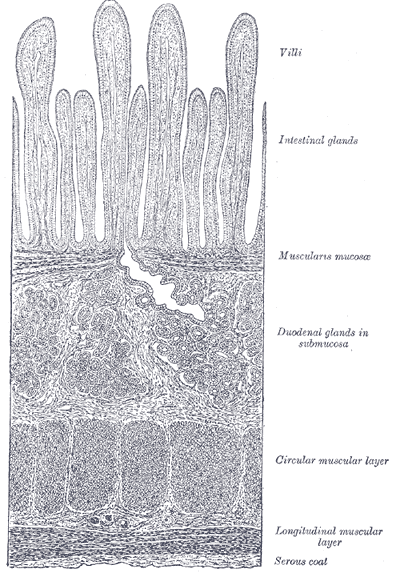
Tarmväggens lager (duodenum hos katt)

Mag- och tarmkanalen har en generell histologisk uppbyggnad med endast en mindre antal specialiseringar som reflekterar de olika sektionernas funktionella anatomi. Detta ger generellt följande lager:

- Mucosa
- Submucosa
- Tunica muscularis
- Adventitia eller serosa

### Mucosa
Det innersta lagret i mag- och tarmkanalen som vetter mot lumen är mucosa. Detta är lagret som kommer i direktkontakt med födan, och är således delaktig i absorptionen och sekretionen. Mucosan oftast kraftigt veckad i en ytförstorande funktion (ex. villi, mikrovilli och Plicae circulares), detta för att en större yta ska kunna absorbera näringsämnena i lumen. 
Mucosan kan delas upp i:
- Enskiktat cylinderepitel
- Lamina propria
- Muscularis mucosa

### Submucosa
Submucosan består av bindväv i vilket det går större blodkärl, lymfkärl och nerver som grenas av in i mucosaen och muscularis mucosa. Lagret innehåller även Meissners plexa, en del av det enteriska nervsystemet, och ligger precis under muscularis mucosa.

### Tunica muscularis
Tunica muscularis består av ett inre cirkulärt lager (stratum circulare) och ett yttre longitudinellt lager (stratum longitunale). Genom att koordinera kontraktionerna av dessa muskellager fås tarmens peristaltik, som för tarminnehållet mot analöppningen.
Mellan dessa två muskellager ligger Auerbachs plexa (myenteriska plexat) som tillhör det enteriska nervsystemet. 
I kolon är stratum longitunale uppdelad i tre distinkta muskelstråk, taenia coli. 

### Adventitia/Serosa
Det yttersta lagret av tarmen kallas adventitia när det ligger bakom peritoneum (retroperitonalt) och består av bindväv.
Alternativt kan det yttersta lagret kallas serosa när det omges av peritoneum (intraperitonalt), och omsluts därigenom av ett seröst membran (bukhinnan). Detta serösa membran är veckat så att ett hålrum uppstår mellan membranbladen, i detta hålrum utsöndras en vätska i friktionsreducerande syfte. 